# Petanqui
Pour plus de détails, voir Fiche technique et Distribution.
Pétanqui (Le Droit à la vie) est un film ivoiro-franco-nigérien produit en 1983 et réalisé par le cinéaste ivoirien Yéo Kozoloa. Il est tiré du roman de Amadou Ousmane, 15 ans ça suffit.

## Synopsis
Petanqui est responsable pour la distribution de la nourriture dans les zones du pays affectées par la sécheresse. Pourtant, il mène la belle vie, une belle maison, des amantes, une voiture 
officielle, un bar.
Son fils revient de France avec un diplôme d’avocat. Bien qu’il n’approuve pas le style de vie de son père, il accepte de le défendre devant les tribunaux quand ce dernier est accusé de détournement de fonds. Sa défense, de façon surprenante, devient une attaque virulente contre les fonctionnaires et les membres du gouvernement qui profitent des populations.
Selon lui, son père n’est qu’un petit jalon dans un état rongé par la corruption générale.

## Fiche technique
- Titre original : Pétanqui (Le droit à la vie)
- Réalisation : Yéo Kozoloa
- Son : Blaise Kouassi
- Montage : N'Zue Kouakou
- Producteur : Jean-Louis Koula
- Production : Les Films de la Montagne, O.R.T.N, Ciprofilm
- Durée : 108 min
- Format : Couleurs
- Langue : français
- Genre : drame

## Distribution
- Sidiki Bakaba
- Douta Seck
- Zalika Souley
- Souleymane Koly
- Thérèse Taba
- Bienvenu Neba